# Gymnocarena apicata
Gymnocarena apicata es una especie de insecto del género Gymnocarena de la familia Tephritidae del orden Diptera.

## Taxonomía
Fue descrita científicamente por primera vez en el año 1914 por Thomas.
Sinónimos
- Mylogymnocarena apicata Thomas, 1914

- Urellia apicata Thomas, 1914